# Rio Găldiţa
O Rio Găldiţa é um rio da Romênia, afluente do Galda, localizado no distrito de Alba.